# James Albert Bonsack
James Albert Bonsack (9. oktober 1859, – 1. juni 1924) var en amerikansk opfinder, der udviklede en tidlig cigaretrullemaskine i 1880 og patenterede den året efter.
James A. Bonsack blev født i det østlige Roanoke County, Virginia. Hans far, Jacob Bonsack, ejede en uldmølle, hvor James lærte om industrimaskiner. I 1878 blev han optaget på Lutheran Roanoke College, men besluttede at trække sig tilbage for at arbejde med at designe en cigaretrullemaskine. Efter at have bygget en vellykket prototype og patenteret sin opfindelse, registrerede han Bonsack Machine Company of Virginia den 27. marts 1883. Efter en domstolskamp om påstået patentkrænkelse af opfinderen af en konkurrerende rullemaskine betalte Bonsack $18.000 for at udkøbe konkurrentens patentkrav.
Før den tid var cigaretterne blevet rullet i hånden. Færdiglavede cigaretter var en luksusvare, men blev stadig mere populære. Den langsomme manuelle fremstillingsproces — en dygtig cigaretruller kunne kun producere omkring fire cigaretter i minuttet i gennemsnit — var utilstrækkelig til at tilfredsstille efterspørgslen i 1870'erne. I 1875 tilbød Allen and Ginter-virksomheden i Richmond, Virginia en præmie på $75.000 (svarende til $2.1 millioner i 2023) for opfindelsen af en maskine, der kan rulle cigaretter.
Bonsack tog udfordringen op og forlod college for at bruge sin tid på at bygge sådan en maskine. I 1880 havde han en første fungerende prototype, som blev ødelagt af en brand, mens han var på lager i Lynchburg, Virginia. Bonsack genopbyggede den og indgav en patentansøgning den 4. september 1880. Patentet blev givet året efter (US patenter 238.640 fra 8. marts 1881 og 247.795 fra 4. oktober 1881). Allen og Ginter havde bestilt en Bonsack-maskine, men afviste den hurtigt, ivrige efter at spare deres præmiepenge og frygtede, at forbrugerne ville undlade et maskinfremstillet produkt.

Bonsacks partnerskab med tobaksindustrien James Buchanan Duke gjorde fuld kommerciel brug af opfindelsen, som kunne producere 120.000 cigaretter på 10 timer, (200 i minuttet), og derved revolutionerede cigaretindustrien. Duke lavede en aftale med Bonsack Machine Company i 1884. Duke gik med til at producere alle cigaretter med sine to lejede Bonsack-maskiner og til gengæld reducerede Bonsack Dukes royalties fra $0,30 promille til $0,20 promille. Duke hyrede også en af Bonsacks mekanikere, hvilket resulterede i færre nedbrud af hans maskiner end hans konkurrenters. Denne hemmelige kontrakt resulterede i en konkurrencefordel i forhold til Dukes konkurrenter; han var i stand til at sænke sine priser længere, end andre kunne. Bonsacks maskine var så effektiv, at Duke i 1888 havde afskediget alle virksomhedens cigaretrullere, som var blevet erstattet af Bonsacks maskine.
- Bonsacks cigaretrullemaskine, som vist på US patent 238.640
- Bonsack cigaretmaskine, 1888
- Bonsack maskine model
- James A. Bonsack var 22, da han opfandt sin maskine

Det folketællingsudpegede sted Bonsack, Virginia, beliggende i Roanoke County, blev opkaldt efter James Bonsack, som boede i denne by beliggende langs rute 460 mellem Roanoke og Bedford. 

## Yderligere læsning
- Tilley, NM: Den lyse tobaksindustri, 1860 - 1929 ; Arno Press, 1972;ISBN 0-405-04728-2.